# ノブナガ
『ノブナガ』は、CBCテレビで毎週日曜 0時58分 - 1時58分（毎週土曜深夜）に放送されていたバラエティ番組。それまで同時間帯で放送されていた『ネッパ者』と『SABA系』を併せる形で2001年1月に放送開始。

## 番組概要
番組名の“ノブナガ”は、戦国大名の織田信長に由来する。当初は「SEIHA VARIETY（制覇バラエティ）」というサブタイトルが付いていたが、2006年4月のタイトルロゴおよびオープニングの一新に伴い廃止された。2007年4月7日よりスタジオ収録部分で、2010年3月6日よりロケコーナーもハイビジョン放送を開始。
番組の前半は電話で視聴者などから話を聞くスタジオトーク、後半はロケコーナーで構成される。
放送開始から2005年9月までは0時55分 - 1時50分、2005年10月から2009年3月までは0時55分 - 1時55分に放送。その他の局については、各地の放送時間を参照。
2009年6月14日（13日深夜）、CBCでの放送が400回目を迎え、90分の記念番組が放送された。ワッキーや山下しげのりなど過去に番組に出演していたメンバーや河村たかし名古屋市長が出演した。2011年7月9日には放送500回目を迎え、90分の500回記念スペシャルとして放送された。出演はレギュラー陣のほか400回スペシャル同様のワッキー、山下しげのりに小泉エリを加え、ゲストとして女子レスリング金メダリストの吉田沙保里と監督の栄和人が出演した。
また、この放送ではノブナガ総選挙と銘打ったレギュラー陣の人気投票が行われ、スタジオセットのセンター席の座を争った。結果、フットボールアワーや小倉優子が出演する回は今田耕司が、雨上がり決死隊やAKB48の北原里英が出演する回は北原里英が投票数第1位を獲得し、5年ぶりにリニューアルされた新セットのセンター席に座ることになった。
2014年4月より『野望応援バラエティ ノブナガ』としてリニューアルされた。番組開始以来初めて番組ロゴが全面的に変わり、前半が何らかの「野望」（自分の事業を全国に広めたいなど）をもっている人をスタジオに呼んで話を聞く形式になった。
2015年9月をもって番組終了。10月からは主要出演者はそのままの『本能Z』が開始された。

## 出演者

### レギュラー
- 今田耕司
- 東野幸治
- 吉岡直子（CBCアナウンサー）[3]
- 大川真代（アシスタント）

### 準レギュラー（2週ごとに交代で出演）
- 雨上がり決死隊（宮迫博之・蛍原徹）
- フットボールアワー（岩尾望・後藤輝基）

※ 雨上がり決死隊はレギュラーであったが、2006年5月からフットボールアワーとの交代出演。
- ニコル（2015年4月5日 - ）
- 佐野ひなこ（2015年4月19日 - ）

### ナレーション
- 渡辺美香（CBCアナウンサー）

### 過去のレギュラー・準レギュラー
グラビアアイドル・モデル枠
- 安西ひろこ、すほうれいこ、本多彩子、加藤明日美、根本はるみ、岩佐真悠子、相澤仁美 他
- 篠田麻里子（当時：AKB48）（2009年6月 - 2011年3月）
- 北原里英（当時：AKB48、一時期SKE48も兼任）（2011年4月10日 - 2013年6月16日）
- 小倉優子（2002年10月 - 2014年7月6日）※ノブナガ終身名誉アイドル

※小倉優子が産休の時は木下優樹菜（2012年5月 - 6月）、手島優（2012年7月）が代役で登場した。
- 彦坂真奈美（2014年7月13日 - 2015年3月29日）

CBCアナウンサー
- 青池奈津子、青木まな、大橋麻美子、加藤小百合、加藤由香、重松和世、丸山蘭那、占部沙矢香、夏目みな美

※ 2007年5月から同年9月までは、占部が単独でレギュラー出演。
秘書
- 山口千景（2008年4月 - 2010年6月20日）
- 城奈央（たち なお、2010年6月27日 - 2012年9月30日）
- 榊原可奈（2012年10月21日 - 2013年3月24日）[4]

アシスタント
- 柴川紗希（2014年4月6日 - 2015年3月29日）

その他
- 齊藤このみ（彦坂真奈美のマネージャー兼タレント）
- 近藤澪（柴川紗希のマネージャー兼タレント）

## 電話コーナー
人に言えない悩みの相談や、顔を出せない職業の方の裏話などを電話で聞く。深夜番組ということもあり、お色気番組の要素が強い。電話の相手は全て匿名での出演（音声を加工して出演）となっている。特にコーナー名はなく番組内で「電話コーナー」と呼ばれ、公式サイトでは「ノブナガ電話」とされ、2008年4月のリニューアルで「ウェブナガ」というコーナー名で呼ばれるようになった。なお、このコーナーは、前番組『ネッパ者』で行われていたものをそのまま引き継いでいる。基本的に毎週2人出演する。特別企画が設けられている際は1人のみであったり中止されたりすることもある。TV電話のように画像が流れる場合もある（「ウェブナガ」になってからはTV電話画像が毎回流れている）。2013年3月日からは、週刊誌の中吊りのような画面をタッチする事で内容を見ることができるタッチパネルモニター「ジャンボくん」を導入。2014年4月の番組リニューアルにより実質終了。

## ロケコーナー
出演者と撮影を担当するディレクターの2人だけで、テーマに沿ったロケを行うコーナー。

### 日本縦断!家めしステーション
思い出かけっこ終了後にスタートしたコーナーで、ロケ企画第6弾となる。新幹線駅の南端である鹿児島中央駅をスタート地点として、九州新幹線 - 山陽新幹線 - 東海道新幹線 - 東北新幹線を使い、放送時点で北端の新青森駅を目指す。今回はロケ企画では初めて複数の芸人が挑戦する可能性があり、また企画開始時点で決まっているルートと目標地点を通過していく内容で行われていた。
- 初代挑戦者：家門鈴乃（鹿児島中央駅 - 三河安城駅：2015年1月11日 - 2015年8月2日 挑戦終了）
- 2nd挑戦者：べに子（三河安城駅：2015年8月9日 挑戦終了）
- 3rd挑戦者（アンカー）：林田英里（三河安城駅 - 三島駅：2015年8月16日 - 2015年9月13日 挑戦終了）

ゴールした時点の挑戦者には、ご褒美として素敵な旅が贈られる予定となっていた。
各駅停車で1駅分ずつ北上しながら、各駅で下車。降りた駅でディレクターがシャッフルした、性別と年齢層（10･20･30･40･50代と60代以上の6世代×男女の計12種類）が書かれた12枚のカードから挑戦者が1枚めくり、出たターゲットを探し、まず年齢を確認する。
探している年齢層と適合したら、しゃもじ型のフリップボードを渡し、「今日のご飯をあなたの自宅で一緒に食べていいですか？」と聞く。
そこで「いいですよ」などといった回答を得て、0時までにターゲットの自宅に上がってご飯を食べさせてもらう確約を得れば、その日はクリア。ご飯を頂き、翌日も続けて企画に挑戦できる。
24時を超えても達成できていなければ失格となり、次の挑戦者に交代し、その駅から再スタートする。
24時までの活動は挑戦者の自由で、クリアした当日中でも次の駅へ移動して翌日分のクリアを目指すことも可能。その場合、翌日のノルマは翌日の24時までにクリアすればいいので時間に余裕が持てる（持ち越せるのは最長で48時間まで）。
2015年4月19日（18日深夜）放送分からはフットボールアワーの後藤輝基によるアイデアマン後藤ルールが導入された。
ターゲットの自宅に上がる直前において、ディレクターがシャッフルした、食材もしくは料理（ネギ・ちくわ・ナシゴレン・うずら卵・玉ネギ・豆腐・ハンバーグ・チーズ・カレーライス・やきそば・ウインナー・ご当地名物）が書かれた12枚のカードの中から挑戦者が1枚めくり、選んだものが「NG食材」となる。
NG食材がターゲットのお宅で出された料理に含まれていた場合はノーカウントとなり、そのお宅では感謝しながらご馳走になりつつ、食べ終えたあと改めてその日の24時までに別のターゲットを探し直さなければならない。林田英里は、ターゲットであった60代以上の女性の家でご馳走してもらうことはできたものの、NG食材となっていた豆腐が出てきたためノーカウントになり、改めてターゲットを探すもそのまま時間オーバーで失格となった。

## 過去のロケコーナー
地名しりとりから思い出かけっこまで、長期間日本全国（一部海外含む）を飛び回る過酷な企画に挑む。移動に飛行機は使用できない（海外などやむを得ない場合を除く）。そのため大半は電車や路線バス、貨客船で移動することになる。レンタカーは使用可。
出会った人にテーマに沿った質問を出し、答えてもらう。答えにあった場所へと移動し、答えにある行為を行い（地名しりとりを除く）、完了したらその周辺にいる人にまた質問をするという風に繰り返し、指定された行動を規定数クリアすれば制覇となる。
話しかけた相手には必ず答えてもらうように依頼する。答えてもらえない場合や、記憶があいまい・都合が悪いなどで移動できない場合は不成立となり、別の人に聞く。相手から話しかけられたら、その人には依頼できない。

### 写真マラソン
「地名しりとり」終了後に新しくスタートしたコーナー。
お笑いコンビジャリズムのヤッシーこと山下しげのり（オモロー山下）が道行く人にお気に入りの写真を見せてもらい、その写真が撮られている場所で全く同じアングルで写真撮影を行う。その後、その場所で出会った人にお気に入りの写真を見せてもらうということを繰り返す。最終的に「名古屋城」の写真を見せてもらえばゴールとなる。2006年3月19日放送分、スタート地点であった栄で108枚目の写真において名古屋城が出てゴール。

### 日本お土産駅伝
お笑いコンビカラテカの「矢部太郎じゃない方」こと入江慎也が道行く人にもらって嬉しかった日本のお土産を一つスケッチブックに書いてもらい、「思い出詰まったお土産 なーに?」のかけ声で発表してもらう。その聞いたお土産を買った場所（もしくは作られた場所）まで行って手に入れる。その後、その場所で出会った人にお土産を聞いて買いに行くことを繰り返す。最終的に愛知の「ういろう」、三重の「赤福餅」、岐阜の「さるぼぼ」の3つを手に入れたらゴールとなる。これら3つは、各県の人口の多い都市においてそれぞれ路上アンケートを行い、決定された。また、これまでの企画同様、飛行機による移動は出来ない。この企画はあくまでも日本のお土産なので、海外に行くことはない。
なお、ゴールまでに費やした期間は1年7カ月、聞いたお土産の数168個、総移動距離は9万1316kmであった。
2011年10月15日から2012年10月20日まで、CBCの土曜17:00～17:30で再放送が行われていた。

### 思い出かけっこ
日本お土産駅伝が終了後にスタートしたコーナーでロケ企画第5弾となる。今回は、お笑いコンビあわよくばの西木ファビアン勇貫が挑戦。誰かに声をかけ、昨日したことの中で印象に残っていること一つを「きのう○○（場所）で○○（行動）していました!」と書かれたボードに書いてもらい、ファビアンが阿波踊りを踊りながら「あなたは何したイエスタデイ? セイ」のかけ声で発表してもらう。ファビアンは書いてもらった場所と同じ所に行き同じことをする。これを繰り返し行い「東山動植物園でデートしていました」、「下呂で温泉（下呂温泉）に入っていました」、「松阪で松阪牛を食べていました」のうち、いずれか一つを制覇したらゴールとなる。途中でおいしいこと、楽しいことに関する経費は、ファビアンが自腹を切る「思い出マネー」というルールが追加された。
2014年12月7日（6日深夜）放送分をもって、『「東山動物植物園」で「デート」をしていました』を制覇しゴールした。2015年1月1日から1月3日にかけて「ノブナガ思い出かけっこ　ゴールへのラストスパートSP」の総集編を放送した。

## その他のコーナー

### さだの漫談
レギュラー陣の知人である構成作家のさだのトークがあまりにもつまらなく、「ここまで面白くなかったら逆にアリなんじゃないか」ということでスタートしたさだが漫談をVTRで披露するコーナーで、2006年1月に終了。

### 体重占い
小笠原まさやが独自に編み出した方法によって運勢を占うコーナー。小笠原まさやはこのコーナーではターザン姿で出演しており「ムッチー」という愛称で呼ばれている。まず自分の体重から運命数を求める。その運命数は五行のいずれかの要素に対応しており、その5つの要素の運勢の順位が発表される。2006年4月1日をもって終了。
運命数の求め方
1. 体重の十の位と一の位の数字を合計する。ただし体重が100kg以上の場合は上2桁をひとつの数値として扱い一の位と合計を求める。
2. 1で求めた値が12を超えた場合は再度十の位と一の位の数字を合計する。
3. 2で求めた値を12から引いた値が運命数となる。

- 例1：51kgの場合 5+1=6、12-6=運命数は6
- 例2：59kgの場合 5+9=14、12を超えたので1+4=5、12-5=運命数は7
- 例3：101kgの場合 100kg以上なので10+1=11、12-11=運命数は1
- 例4：126kgの場合 100kg以上なので12+6=18、12を超えたので1+8=9、12-9=運命数は3

運命数と要素の対応は1は水、2は土、3は木、4は木、5は土、6は金、7は金、8は土、9は火、10は水、11は火となっている。
なお11月にぴあから2006年版の体重占いの本が出版された。

### 相澤仁美の10秒フェチ画像
番組の最後に「ノブナガでしか見られない貴重画像」と銘打って、相澤仁美が10秒間、マニア向けに多種多様なポーズをとるコーナー。当初は甘えた声を出したり、セクシーポーズをとる程度だったが、徐々に「ゴム手袋をヒールで踏みつける」「キャットマスクをかぶりヒゲを抜く」といったディープなものになっていった。後期は「相澤仁美の10秒フェチMAX」として、2つのフェチ行為を同時に行っていた。相澤の番組卒業とともに終了。

### 篠田麻里子のかわいいなぞなぞ
「相澤仁美の10秒フェチ画像」に替わり始まった、番組終了直前のコーナー。篠田麻里子がCM前になぞなぞを出し、CM明けに答えを発表する。コーナーの最後は男性の声で「かわいい～」と言って終わるのだが、この声の主はCBCのスタッフ数名である。2010年5月29日の放送では「篠田麻里子のかわいいなぞなぞSP」として番組中に3問のなぞなぞを出題し、正解者から抽選で7月に発売予定の篠田麻里子の写真集にサインを入れてプレゼントするという企画があった。篠田の番組卒業とともに終了。
また、篠田麻里子の代打出演として北原里英が出演した回では「北原里英のかわいいなぞかけ」が放送された（その後、2011年4月から正式レギュラーに昇格）。

### 北原里英のでらかわいいなぞなぞ
「篠田麻里子のかわいいなぞなぞ」に替わり始まった、番組終了直前のコーナー。基本的な進行は「かわいいなぞなぞ」と同じだが、放送エリアであり正式レギュラーに昇格した北原里英の出身地でもあることから、名古屋を題材としたなぞなぞとなっており、「名駅」や「ケッタ」など愛知県近辺の人以外には理解できない言葉や地名が答えになっている。「でらかわいい～」の掛け声は「かわいいなぞなぞ」時代と同様、CBCのスタッフ数名が務めている。2013年2月にコーナーがなくなり、2013年6月に復活したが、北原の卒業に伴い2013年6月22日に正式に終了した。以後はエンディングで特別なコーナーは放送されていない。

### GO☆TO
歌唱力とギター技術に自信のあるフットボールアワー後藤が常々、音楽デビューしてみたいと語っていたことから、デビューさせてみようということで始まった企画。早速、オリジナル曲の「今は東へ」（今田と東野の頭文字を取った）を作成し、GO☆TO（ゴー・トゥー）としてデビュー（この名前はスタッフが装飾のため用意したポスターにGO☆TOと書かれており、それを見た今田・東野が『アーティスト名はGO☆TOでええやん』と言い出したもの）。最初にアコースティックギター一本で演奏する「アンプラグドバージョン」を発表、歌詞の中にノブナガメンバーの名前の漢字が一字ずつ入るという拘ったものだったが、今田から「曲が暗い」という指摘が入る。それを踏まえ、キーボードによる伴奏を加えてアレンジされた「Version.2」を発表。これを聞いた今田がPerfumeの要素を取り入れるよう提案し、更に内容に手を加え、バックダンサーも付いた完成版へと至る。完成版は番組のエンディング曲に採用され、番組モバイルサイトで着うたの配信を行っている。この着うたは番組収録内にスタジオセットで一発収録されたもの。10万ダウンロードを記録した場合、CD発売が約束されている。
また、2009年12月29日深夜に今は東へのキャンペーンツアーやライブの様子を収録したスピンオフ番組『ノブナガGO☆TOダウンロード』が放送された。この番組ではCBCの若狭敬一アナウンサーがナレーションを担当。
2010年2月3日放送のTBS系「あらびき団」で「今は東へ」をネタとして披露。進行のライト東野（東野幸治） がこの「ノブナガ」の企画から生まれたものであると経緯を説明した。
同年3月21日にはナゴヤドームで開催されたオープン戦、中日ドラゴンズ対東京ヤクルトスワローズ戦で始球式を行い「今は東へ」をPRした。
同年4月にGO☆TOのダウンロード数と、夏目アナウンサーの写真集ダウンロードの数量勝負が行われ、勝者には「今は東へ」を歌う権利が与えられることになったが、結果はGO☆TOが勝利した。
同年12月18日放送分にて、10万ダウンロード達成ならずCD化断念の発表があった。（ただし、CBCの公式携帯サイトでの着うたダウンロードは継続）
2012年、GO☆TO第2弾始動が番組で発表された。同時期に共演の小倉が妊娠を発表した事から、｢出産応援ソングにしよう｣と今田が提案。それを受けて「COME ON BABY!」が制作された。こちらは、同年7月18日にCD発売された。「今は東へ」もカップリング曲として収録されている。
CBCに訪れたアーティストに「COME ON BABY!」を聞いてもらうという企画の流れから、SEAMOが開催するフェス、TOKAI SUMMIT2012に出演する事が決まった。さらに作曲SEAMO、作詞GO☆TOで「ホンTOUKAI」を制作し、「COME ON BABY!」と共にフェスで披露した。

## 各地の放送時間
CBC以外の放送局では、同時刻に多くの局でTBS制作の『COUNT DOWN TV』が同時ネットされているため、全ての局で遅れて放送されている。順次ネット局を増やしたため、地名しりとりの頃は放送されていない地域も存在する。
| 放送対象地域   | 放送局                   | 系列    | 放送曜日・時間                     | 備考      |
| -------------- | ------------------------ | ------- | ---------------------------------- | --------- |
| 中京広域圏     | CBCテレビ (CBC)          | TBS系列 | 日曜 0時58分 - 1時58分（土曜深夜） | 制作局    |
| 新潟県         | 新潟放送 (BSN)           | TBS系列 | 土曜 0時50分 - 1時50分（金曜深夜） | 13日遅れ  |
| 山口県         | テレビ山口 (tys)         | TBS系列 | 土曜 1時12分 - 2時12分（金曜深夜） | 13日遅れ  |
| 熊本県         | 熊本放送 (RKK)           | TBS系列 | 水曜 0時55分 - 1時55分（火曜深夜） | 17日遅れ  |
| 北海道         | 北海道放送 (HBC)         | TBS系列 | 水曜 0時59分 - 1時59分（水曜深夜） | 18日遅れ  |
| 長崎県         | 長崎放送 (NBC)           | TBS系列 | 木曜 0時35分 - 1時35分（水曜深夜） | 25日遅れ  |
| 福島県         | テレビユー福島 (TUF)     | TBS系列 | 金曜 0時20分 - 1時20分（木曜深夜） | 26日遅れ  |
| 鳥取県・島根県 | 山陰放送 (BSS)           | TBS系列 | 金曜 0時55分 - 1時55分（木曜深夜） | 26日遅れ  |
| 岡山県・香川県 | 山陽放送 (RSK)           | TBS系列 | 水曜 1時23分 - 2時23分（火曜深夜） | 31日遅れ  |
| 山梨県         | テレビ山梨 (UTY)         | TBS系列 | 水曜 0時38分 - 1時33分（火曜深夜） | 38日遅れ  |
| 広島県         | 中国放送 (RCC)           | TBS系列 | 水曜 0時38分 - 1時38分（火曜深夜） | 38日遅れ  |
| 福岡県         | RKB毎日放送 (RKB)        | TBS系列 | 金曜 0時38分 - 1時38分（木曜深夜） | 40日遅れ  |
| 石川県         | 北陸放送 (MRO)           | TBS系列 | 金曜 0時25分 - 1時25分（木曜深夜） | 69日遅れ  |
| 静岡県         | 静岡放送 (SBS)           | TBS系列 | 木曜 0時55分 - 1時55分（水曜深夜） | 74日遅れ  |
| 近畿広域圏     | 毎日放送 (MBS)           | TBS系列 | 水曜 0時59分 - 1時59分（火曜深夜） | 65日遅れ  |
| 富山県         | チューリップテレビ (TUT) | TBS系列 | 水曜 0時30分 - 1時30分（火曜深夜） | 101日遅れ |
| 愛媛県         | あいテレビ (ITV)         | TBS系列 | 水曜 0時20分 - 1時20分（火曜深夜） | 122日遅れ |
| 宮城県         | 東北放送 (TBC)           | TBS系列 | 火曜 1時13分 - 2時13分（月曜深夜） | 129日遅れ |
| 青森県         | 青森テレビ (ATV)         | TBS系列 | 金曜 1時03分 - 2時03分（木曜深夜） | 不明      |

中国放送（RCC）では一旦放送を終了していたが、2007年4月17日から再開。同時期に新たに、長崎放送（4月3日から）と宮崎放送（4月11日から）で放送を開始した（宮崎放送は2007年9月に打ち切り）。2005年10月に北陸放送が放送を開始して以来の新規放送局である。
2007年3月に、テレビユー福島と山陽放送での放送が打ち切られた。これに関して、CBCごはんリレー公式ブログ等に放送継続の要望が多数寄せられた。テレビユー福島では、2008年4月10日からノブナガの放送が再開された。山陽放送では放送打ち切り後に『ノブナガごはんリレーSP』と『おかわり!ごはんリレー』（2008年11月から）が不定期で放送されている。なお、2009年8月7日と8月14日には単発枠で『ノブナガ』が放送打ち切りから2年5ヶ月ぶりに放送された。その後もネット復活要望が多数寄せられ、2009年10月14日から定期放送が再開した。
2008年3月26日から毎日放送（MBS）で放送開始。同年10月10日から土曜（金曜深夜）に移動した。2011年4月5日からは水曜（火曜深夜）になったが、自社制作の単発番組放送のため休止することが多くなっていた。しかし、2011年8月30日に「日本お土産駅伝ヘトヘト大移動SP」を放送し、翌週の9月6日はそれに伴う形で、SPで放送された未放送の6回分（CBCテレビ2011年4月16日放送分から2011年5月28日放送分）をカットして放送されたため、現在の遅れ日数に戻った。2011年秋ごろからは、年末年始などを除き放送休止となることはほとんどなくなった。2012年7月3日の放送は、直前の番組『ソガのプワジ』が出演メンバーの不祥事により急遽放送中止となり、代替番組の都合が付かなかったため、この番組を含めた以後の番組を予定より23-30分繰り上げる処置を取った。この措置は8月上旬まで続いた。2013年4月から現在の放送時間となった。
2009年5月1日からテレビ山口で放送開始（CBCの2009年4月5日放送分から）。2009年4月3日には、ごはんリレーのSP番組を放送した。前はノブナガ自体を休止したりして遅れ日数が広がっていたが、ノブナガの拡大SPを飛ばしたりした結果、2010年9月18日放送分で現在の遅れ日数に戻った。
東北放送では2009年まで『やりすぎコージー』休止時の代替番組として放送されていたが、2010年1月12日よりレギュラー化された（『やりすぎコージー』は時間移動）。2010年2月3日放送の『あらびき団』内でフットボールアワー後藤がGO☆TO名義で歌う「今は東へ」の完成版が披露されたため、60日以上放送が遅れている地域（北海道放送、北陸放送 他）の視聴者は、本家の『ノブナガ』ではなく同じTBS系列の『あらびき団』の方で「今は東へ」の完成版を先に聞くという逆転現象が生じた。
チューリップテレビでは2010年4月に放送該当時間にドラマを放送していたため、一時放送を休止していた。
関東地区ではTBSだけでなく、独立局（TOKYO MX、tvkなど）にも放送された実績がない。
RKB毎日放送は、2010年3月までは金曜（木曜深夜）に放送していたが、同年4月からは木曜（水曜深夜）に移動した。2010年10月から木曜0時55分～1時55分（水曜深夜）となった。2014年4月からは日曜（土曜深夜）に移動したが、11月4日からCOUNT DOWN TVが同時ネット復帰を果たしたのに伴い、金曜0時38分（木曜深夜）に移動となった。
あいテレビは2005年に一旦ネットを打ち切ったが、2011年2月より再開した。
途中で放送が終了した放送局
| 放送対象地域 | 放送局               | 放送期間                  |
| ------------ | -------------------- | ------------------------- |
| 宮崎県       | 宮崎放送 (MRT)       | 2007年4月11日 - 2007年9月 |
| 長野県       | 信越放送 (SBC)       | 不明 - 2009年3月          |
| 山形県       | テレビユー山形 (TUY) | 不明                      |
| 大分県       | 大分放送 (OBS)       | 不明 - 2012年9月25日      |

## スタッフ
- 構成：八木晴彦、松永英隆、荻巣しぐれ、寺前富雄
- TD：柘植昌紀、南條行博、久保田登美雄（週替り）
- VE：森宮肇、臼井一博（週替り）
- カメラ：服部克行、高羅裕、南條行博（週替り）
- 音声：中村哲夫、杉英行（週替り）
- 照明：東出、森圭司（週替り）、若尾綜合舞台
- 音効：荒木偉富
- MA：小村茂智、中村哲夫（週替り）
- 編集：岡田定幸、松浦志保
- セットデザイン：橋田誠一
- 美術進行：第一舞台
- スタイリスト：高堂のりこ、平野智巳
- 化粧：Do8
- デスク：各務広子
- ディレクター：神戸千尋、磯部隆、槌田一平、宇野史子
  - 過去：佐藤美保、贄康平、江本有美
- 演出：丸山英明
- プロデューサー：磯部隆
  - 初代: 羽雁彰、2代目: 岩井富士夫（兼ディレクター）、須原健太郎、藤井稔、原慎弥
- 制作協力：よしもとクリエイティブ・エージェンシー東海支社
- 製作著作：CBC

## 関連番組
CBCでは『三英傑番組』と称し、地元の三英傑（織田信長・豊臣秀吉・徳川家康）とそれに関連する人物の名前をつけた番組が放映されていた。『三英傑番組』は統一のエンディングテーマ曲（月替わり）を設けており、現在もCBC深夜枠のバラエティのエンディングテーマ曲は統一されている。「ノブナガ」以外の2番組はリニューアルの後、終了している。
- ヒデヨシ - 品川庄司メインの番組。2002年からノブナガの後（CBCでは土曜深夜1時55分?）に放送されていたが2005年4月から金曜に移り、9月に放送終了。
- イエヤス - 2004年1月から放送。放送日が金曜日だった時代にペナルティのワッキーが『地名しりとり』本の宣伝のため出演したことがある。2005年10月から「イエヤスMAX」となり2006年3月終了。
- ミツヒデ - 『三日天下』だった明智光秀にちなみ、「ノブナガ」と「ヒデヨシ」の間に5分間だけ放送。「ミツヒデ」のロゴは最初の一瞬だけ登場し、すぐ次の「ヒデヨシ」の番宣をしていた。その後ミツヒデの名称はなくなり、さらに番宣枠も廃止され「ノブナガ」の放送時間が5分拡大する。
- ミツナリ - ミツヒデと同じく番組紹介コーナー。石田三成にちなんでいる。「イエヤス」の前に放送。イエヤスが木曜に移転したため終了。
- クヮンガクッ - 毎日放送制作。「地名しりとり」はこの番組を参考にしたとされている。
- ロケみつ フライデー - 毎日放送制作、CBCでは2011年10月から放送されていた。ノブナガと同じコンセプトの番組で、2014年3月まで、ノブナガでいうところの後半のロケ企画のみを毎回2本放送していた。
- 2010年1月3日に『今田東野!北の果ては俺の旬』がCBC制作でTBS系全国ネットで放送された。ノブナガのスタッフが関わっている。番組は今田と東野が北海道へ行きワッキーや雨上がりがお薦めの料理を堪能する番組だった。